# Moskvič 402
Moskvič 402 (rusky Москвич-402) byl automobil vyráběný automobilkou MZMA (Moskevský Závod Malolitrážních Automobilů). Byl to čtyřdveřový sedan. Výroba začala roku 1956 a vyráběl se až do roku 1958, kdy byl zaveden nový motor OHV a typ se přejmenoval na Moskvič 407. Původní motor byl řadový čtyřválec s rozvodem SV o objemu 1220 cm³ a měl výkon 26 kW. Vyráběl se i ve verzi 4×4 pod názvem Moskvič 410.

## Technické údaje
- Motor
  - Rozvod: SV
  - Objem: 1220 cm³
  - Výkon: 26 kW (35 koní)
  - Vrtání: 72 mm
  - Zdvih: 75 mm
  - Maximální rychlost: 105 km/h
- Převodovka: třístupňová manuální
- Rozměry
  - Délka: 4055 mm
  - Šířka: 1540 mm
  - Výška: 1560 mm
  - Rozvor: 2370 mm
- Hmotnost: 980 kg